# Mohamed Ramadan
Mohamed Ramadan (en árabe: محمد رمضان‎; Guiza, Egipto, 11 de septiembre de 1970) es un exfutbolista de Egipto que jugaba en la posición de delantero centro.

## Carrera

### Club
| Periodo   | Club       |
| --------- | ---------- |
| 1985-1989 | Tersana SC |
| 1989-1994 | Al-Ahly    |

### Selección nacional
Jugó para Egipto en 26 ocasiones de 1988 a 1994 y anotó cuatro goles; participó en dos ediciones de la Copa Africana de Naciones. También participó con la selección sub-17 en la Copa Mundial de Fútbol Sub-17 de 1987 en Canadá.

## Logros

### Jugador
- Primera División de Egipto (1): 1993/94
- Copa de Egipto (3): 1990/91, 1991/92, 1992/93
- Recopa Africana (1): 1993

### Individual
- Goleador de la Primera División de Egipto en 1993/94 (14 goles).